# Cummington
Cummington – miasto w Stanach Zjednoczonych, w stanie Massachusetts, w hrabstwie Hampshire.